# Jerome Tang
Jerome Tang (San Fernando, 7 ottobre 1966) è un allenatore di pallacanestro trinidadiano con cittadinanza statunitense.

## Palmarès
- Naismith College Coach of the Year: 1

2023